# NGC 3445
NGC 3445 este o interacțiune de galaxii situată în constelația Ursa Mare. A fost descoperită în 8 aprilie 1793 de către William Herschel. Se află la o distanță de 16,67 megaparseci de Pământ.